# Вулиця Грінченка (Львів)
Ву́лиця Грінче́нка — вулиця у Шевченківському районі міста Львова, в місцевості Збоїща. Починається від вулиці Богдана Хмельницького та закінчується перехрестям з вулицями Гетьмана Івана Мазепи та Творчою. Прилучаються вулиці Назарука, Чигиринською та Ламана.

## Історія
Вулиця утворилася в межах колишнього підміського села Збоїща та близько 1952 року отримала назву вулиця Кірова, на честь радянського партійного діяча Сергія Кірова. Сучасна назва походить від 1958 року, на честь українського мовознавця та етнографа Бориса Грінченка.
Територія на південь від вул. Грінченка до річки Полтви мала назву Новими Збоїщами. Ця місцевість у 1920-х роках інтенсивно забудовувалася малоповерховими приватними садибами, така забудова домінувала на Нових Збоїщах до середини 1960-х років. Після включення селища Нові Збоїща до складу Львова, територію між сучасними вулицями Грінченка, Хмельницького та Мідною забудували типовими панельними п'ятиповерхівками. У 1970-х—1980-х роках житлове будівництво продовжувалося, тут звели кілька масивів дев'ятиповерхових багатоквартирних будинків.
1978 року тодішньою вулицею імені Міста Печ було прокладено тролейбусну лінію № 13, яка закінчувалася розворотним кільцем на вул. Грінченка, де було облаштовано кінцеву зупинку тролейбуса (від 2019 року — № 33).

## Забудова
Вулиця забудована переважно п'яти- та дев'ятиповерховими житловими будинками 1970-х-1980-х років, зведеними за типовими проєктами (архітектори В. Леохновський, Я. Назаркевич, Р. Федотовська; є також дві 12-поверхівки під № 4б, 6б, зведені за проєктом, розробленим інститутом «Запоріжцивільпроєкт».
З непарного боку, за дев'ятиповерховими будинками № 5 та № 11б, частково збереглася садибна забудова 1930-1950 років (буд. № 40, 48, 52, 54). 
З парного боку під № 4 розташований ринок «Збоїщанський», а під № 4а — будівля колишнього Будинку школяра першочергово збудована як дитячий дошкільний заклад у 1975 році, а після його закриття у 1995 році приміщення стояло пусткою. У 1997 році будівля була передана Будинку дитячої та юнацької творчості Шевченківського району м. Львова. Під № 18 розташований дошкільний навчальний заклад № 133.
20 липня 2011 року Львівська міська рада дозволила громаді УГКЦ парафії священномученика Романа Лиска і всіх новомучеників збудувати поблизу будинку під № 26 тимчасову каплицю — на період будівництва храму.

## Інші об'єкти
1а — магазин (ФОП Вайда Ю.І.)
2а — маг. ФОП Гнідишин Василь Васильович

4/Б — маг.-кіоск ФОП Зелінська Марія Володимирівна

Світлини вуличної забудови
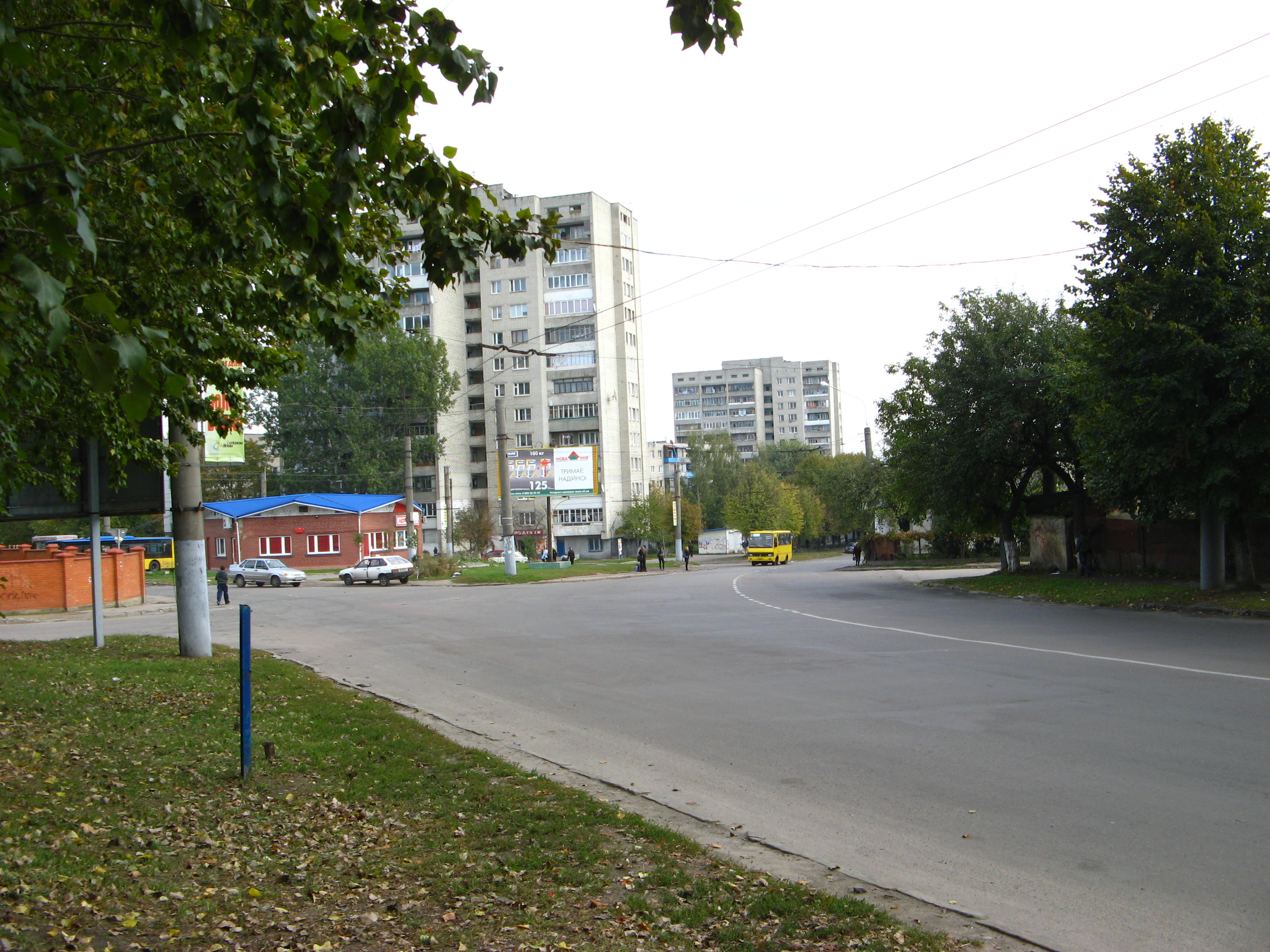
Початок вул. Грінченка (від перетину з вулицями Мазепи та Творчою)
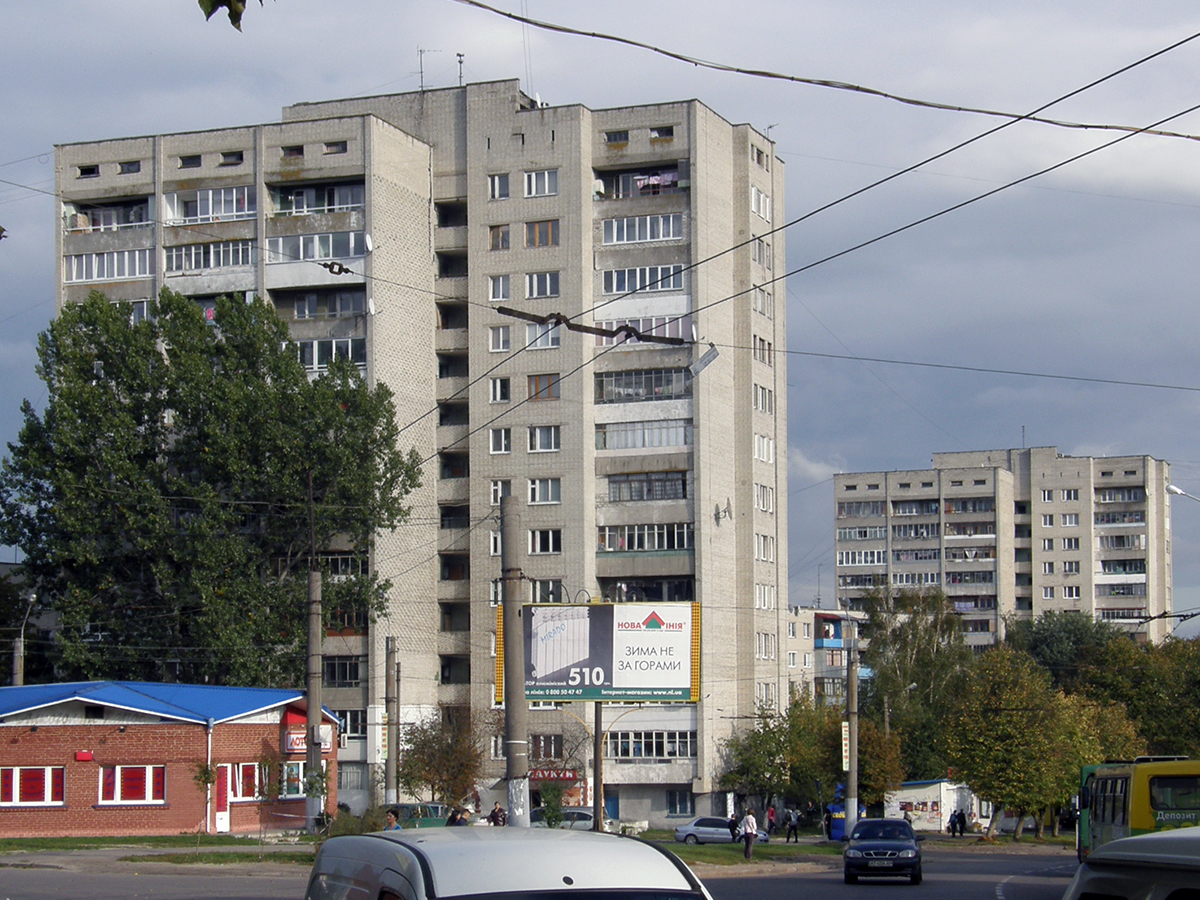
Будинки №№ 6б та 4б